# En dag i vilda västern
En dag i vilda västern (engelska: Go West) är en amerikansk western-komedifilm från 1940 i regi av Edward Buzzell, med Bröderna Marx.

## Handling
Filmen utspelas 1870 och handlar om några lycksökare på väg västerut. Groucho spelar här S. Quentin Quale som på en järnvägsstation blir bestulen av Joe Panello (Chico) och Rusty Panello (Harpo). Även andra vill skapa sig en förmögenhet västerut. Terry Turner (John Carroll) övertalar järnvägsbolaget "New York and Western Railroad" att köpa mark av Dan Wilson så att fejden mellan deras familjer kan avslutas. 
Turner är nämligen kär i Ewe Wilson (Diana Lewis) och hoppas kunna gifta sig med henne. Under tiden har Dan Wilson överlämnat ägobrevet till marken till Chico och Harpo som säkerhet för ett lån och förvecklingarna börjar. I slutet på filmen utspelas en hisnande tågjakt innan det lyckliga slutet.

## Om filmen
Filmen är den tionde långfilmen med Bröderna Marx. I denna film är inte Margaret Dumont med. Filmen hade amerikansk premiär den 6 december 1940 och svensk premiär den 17 november 1941.
Filmaffischen till En dag i vilda västern finns med på Elton Johns skiva Don't Shoot Me I'm Only the Piano Player från 1973.

## Utvalda filmscener
- Joe och Rusty letar efter tåget och Joe frågar: "Allt vi behöver veta är var tåget finns?" Groucho svarar: "Tåget? Det finns utanför på spåret. Det kommer inte in här så ofta."

- Groucho stiger av tåget och får hjälp med väskorna. Han frågar väskbärarna: "Kan någon av er växla 10 cent?", varpå de svarar nekande. Då svarar Groucho: "Nåväl - behåll väskorna!"